# Gana na Universíada de Verão de 2021
Gana participou da Universíada de Verão de 2021, que aconteceu em Chengdu, na China, entre 28 de julho e 8 de agosto de 2023.
Foram 12 atletas — oito masculinos e quatro femininos — em uma única modalidade olímpica.

## Competidores
Esta foi a modalidade e atletas que disputaram a edição:
| Esporte   | Masculino | Feminino | Total |
| --------- | --------- | -------- | ----- |
| Atletismo | 8         | 4        | 12    |
| Total     | 8         | 4        | 12    |

## Medalhas

### Medalhistas
Esta foi a medalhista desta edição:
| Medalha | Esporte   | Atleta                | Prova                      |
| ------- | --------- | --------------------- | -------------------------- |
| Ouro    | Atletismo | Rose Amoanimaa Yeboah | Feminino – Salto em altura |

### Por modalidade
Esta foi a medalha por modalidade nesta edição:
| Esporte   | Medalha de ouro | Medalha de prata | Medalha de bronze | Total de medalhas |
| --------- | --------------- | ---------------- | ----------------- | ----------------- |
| Atletismo | 1               | 0                | 0                 | 1                 |
| Total     | 1               | 0                | 0                 | 1                 |